# Ana Horvat (kiparica)
Ana Horvat (Zagreb, 9. lipnja 1989.), hrvatska kiparica, dizajnerica, konzervatorica-restauratorica i umjetnica stakla.

## Životopis
Rodila se je u Zagrebu. Završila je Školu primijenjene umjetnosti i dizajna 2008. godine na odsjeku za kiparski dizajn. Iste je godine na Akademiji likovnih umjetnosti u Zagrebu upisala konzervaciju i restauraciju umjetnina, smjer kiparstvo, koju je završila 2015. godine. 2016. godine upisala je diplomsku godinu kiparstva na Akademiji likovnih umjetnosti u Zagrebu, studij koji je završila 2017. godine.
Na kiparskoj koloniji u Posedarju sudjelovala kao auktorica je IX. postaje križnog puta koji je postavljen iznad grada. Sudionica projekta Urbani vrtovi  2016. godine. S njima slika u Samoboru, Velikoj Gorici i Stenjevcu. Oslikala je mural u specijalnoj bolnici Naftalanu u Ivanić-Gradu. Od 2004. godine do danas sudionica je više od 20 samostalnih i skupnih izložba u Hrvatskoj i inozemstvu, nekoliko likovnih radionica i kolonija.

## Nagrade i priznanja
Druga generacijska nagrada na natjecanju likovnih škola 2008. godine.